# Maracalagonis
Maracalagonis település Olaszországban, Szardínia régióban, Cagliari megyében. Lakosainak száma 7918 fő (2023. január 1.). Maracalagonis Sinnai, Settimo San Pietro, Quartu Sant’Elena, Villasimius, Castiadas és Quartucciu községekkel határos.

## Népesség
A település lakossága az elmúlt években az alábbi módon változott:
| Lakosok száma | 7957 | 7980 | 7918 |
|               | 2017 | 2018 | 2023 |